# Улицы Светлограда
Количество улиц в Светлограде — 194, также в городе 1 проспект, 4 площади, 46 переулков и 12 тупиков. Главная улица — улица Калинина, она же и длиннейшая улица города.
До 1920 года в Светлограде было более 60 улиц. В историческом центре — слободке, располагались и самые старые улицы. При советской власти почти все они были переименованы.

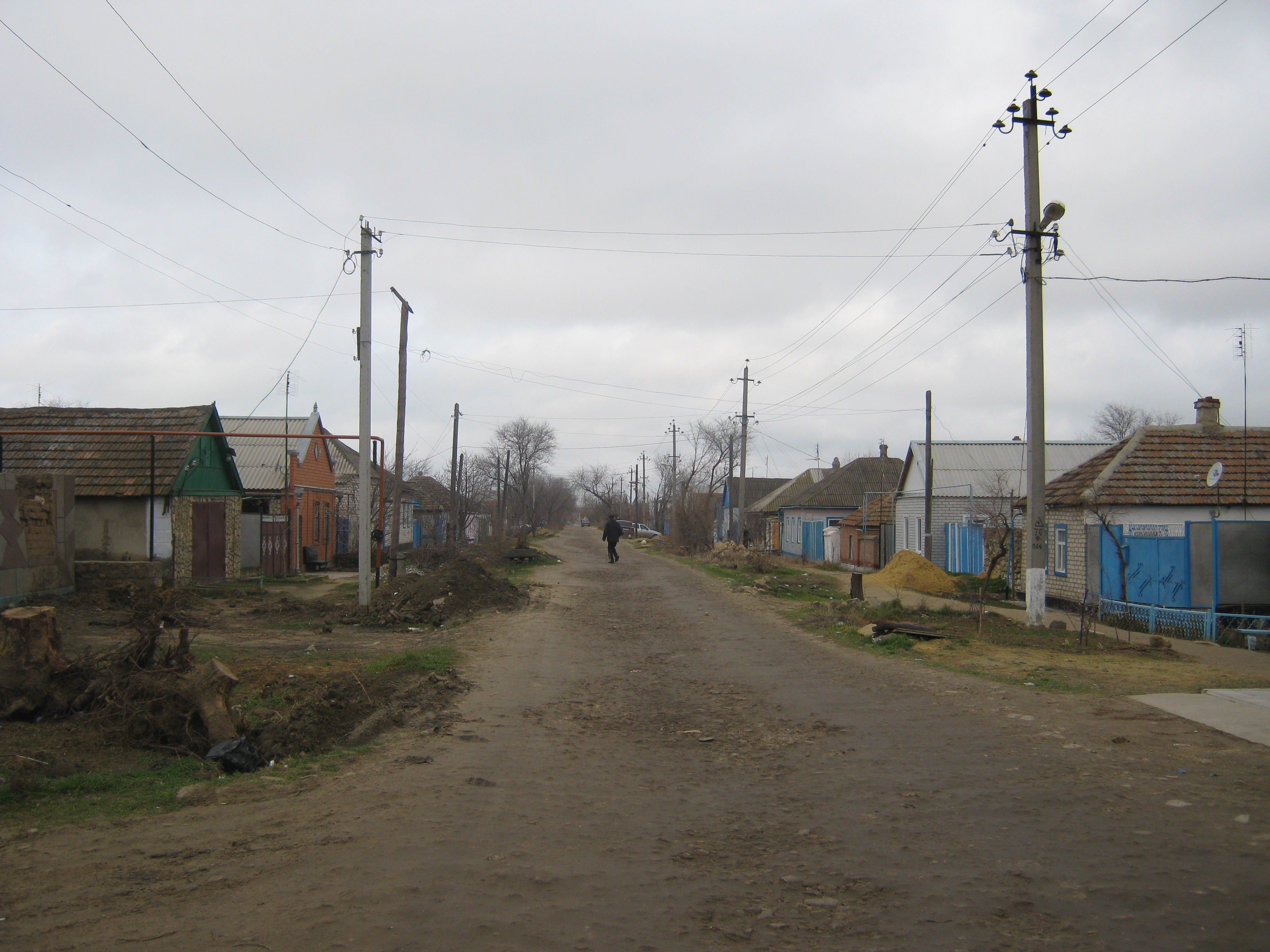
Кавказская — типичная улица города

Улицы имеют различные названия и историю. 36 улиц получили названия от местных наречий: Калаусская, Кисличанская, Должанская, Тутиновая, Куцайская, Родничанская, Петровская, Светлоградская и т. д. 23 улицы имеют названия известных политических, военных деятелей, писателей и поэтов: Ленина, Крупской, Калинина, Кирова, Куйбышева, Семашко, Малыгина, Шевченко, Громова, Пушкина, Чехова, Тургенева, Горького, Чкалова и др. Названия различных растений присвоено 20 улицам: Абрикосовая, Берёзовая, Вишнёвая, Берёзовая, Каштановая, Липовая, Ореховая, Ромашковая, Сиреневая, Яблочная. В честь важнейших исторических событий названы 20 улиц: 50 лет Октября, 60 лет Октября, Партизанская, Красноармейская, Красногвардейская, Комсомольская, Пионерская, Малогвардейская, Олимпийская, Фестивальная, Первомайская, Победы и др. Различными ландшафтными терминами названы 26 улиц: Береговая, Высотная, Горная, Гора Куцай, Карьерная, Лесная, Озёрная, Парковая, Песчаная, Речная, Родниковая, Садовая, Степная, Целинная и т. д. 15 улиц названы в честь географических объектов: Белорусская, Московская, Киевская, Кавказская, Домбайская, Минераловодская, Российская, Севастопольская, Уральская. Три улицы носят наименование частей света: Северная, Южная, Восточная. 5 улиц носят имена прославленных земляков: Ипатова, Сараева, Николаенко, Воробьева, Петра Бурлака.

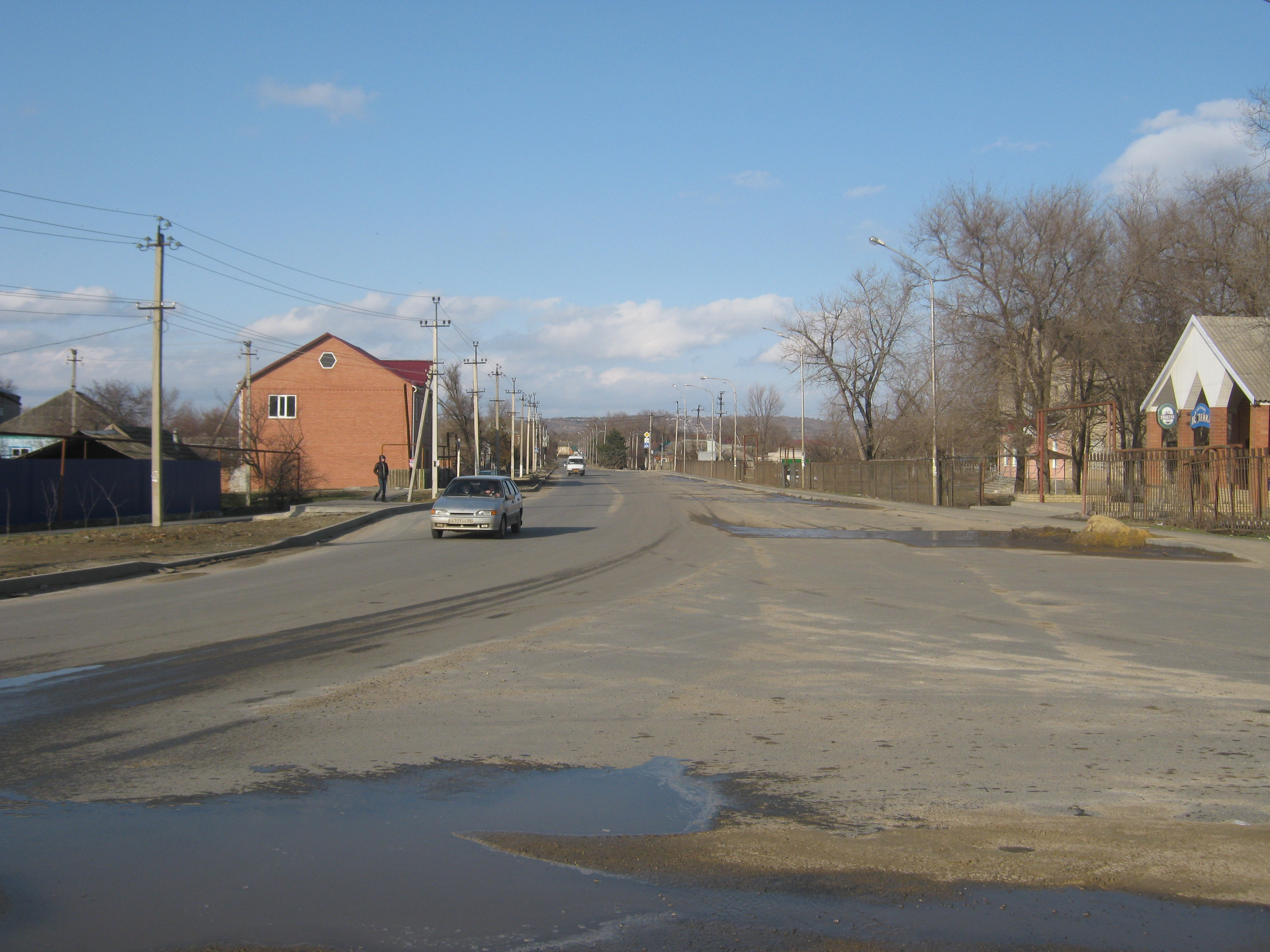
Улица Калинина — самая длинная в Светлограде

В городе 4 площади: 50 лет Октября, 60 лет Октября, Выставочная.

## Переименованные улицы

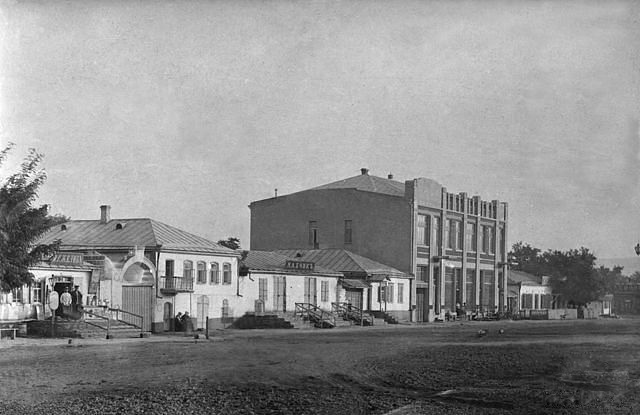
Улица Московская (Дореволюционное фото)

- 1-я Карамыкская — улица Комсомольская
- 2-я Карамыкская — улица 9-го января
- Торговая — улица Ленина
- Мостовая — улица Калинина
- Кинематографическая — улица Театральная
- Широкая — улица Пушкина
- переулок Басеенный — улица Крупской
- 1-я Куцайская — улица Куцайская
- 2-я Куцайская — улица Социалистическая
- 3-я Куцайская — улица Кавказская
- Гимназическая — улица Николаенко
- Качеванская — улица Чапаева
- Горшечная — улица Зародничанская

## Топонимика Светлоградских улиц
- Проспект Генерала Воробьёва — единственный проспект города, назван в честь В. В. Воробьёва, сотрудника российских правоохранительных органов, долгое время возглавлявшего РОВД Петровского района, погиб в боевых действиях в Чеченской Республике.
- Улица Петра Бурлака — названа в честь первооснователя города Петра Писаренко.
- Улица Ипатова — названа в честь уроженца города Красного Командира П. М. Ипатова
- Улица Николаенко — названа в честь уроженца города, Героя Советского Союза Р. С. Николаенко
- Улица Малыгина — названа в честь революционера И. В. Малыгина, находившемся в ссылке в городе.
- Улица Сараева — названа в честь участника гражданской войны Сараева С. П.

### Улица Ленина
До октябрьской революции называлась Торговой, это одна из первых улиц города. По преданию возникла в 1758 году. Первоначальное название торговая получила от Торговой площади (ныне площади 50 лет октября) в начале улицы.
Старое название улицы полностью её характеризовало, на ней всегда была очень оживлённой и на ней шла бойкая торговля. До революции на улице располагались: казенная почтовая станция с постоялым двором Зиберова, торговый дом купца Крылова и другие мануфактурные и бакалейные лавки.

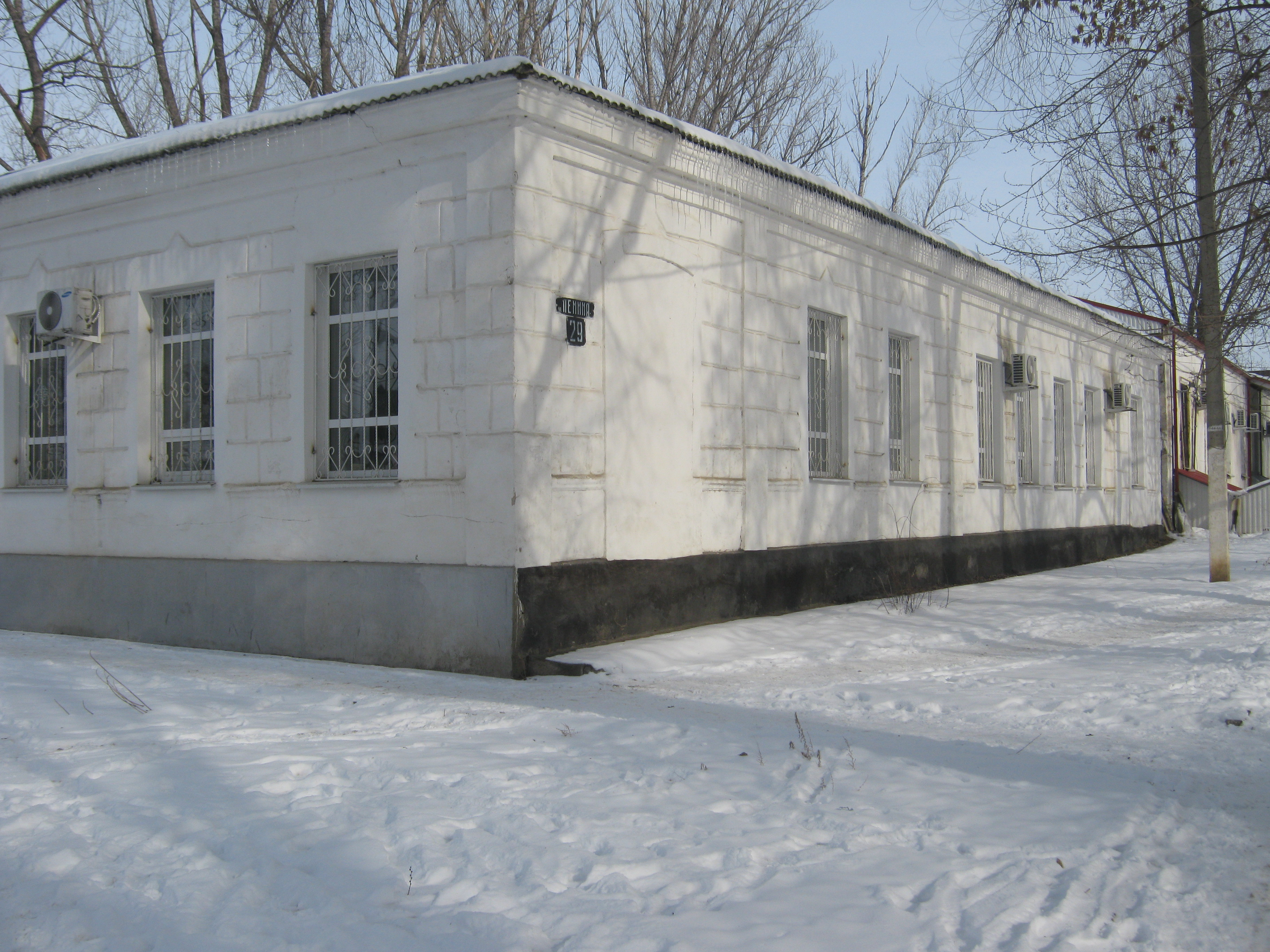
Здание бывшей казённой почтовой станции, ныне здание РАЙОНО.
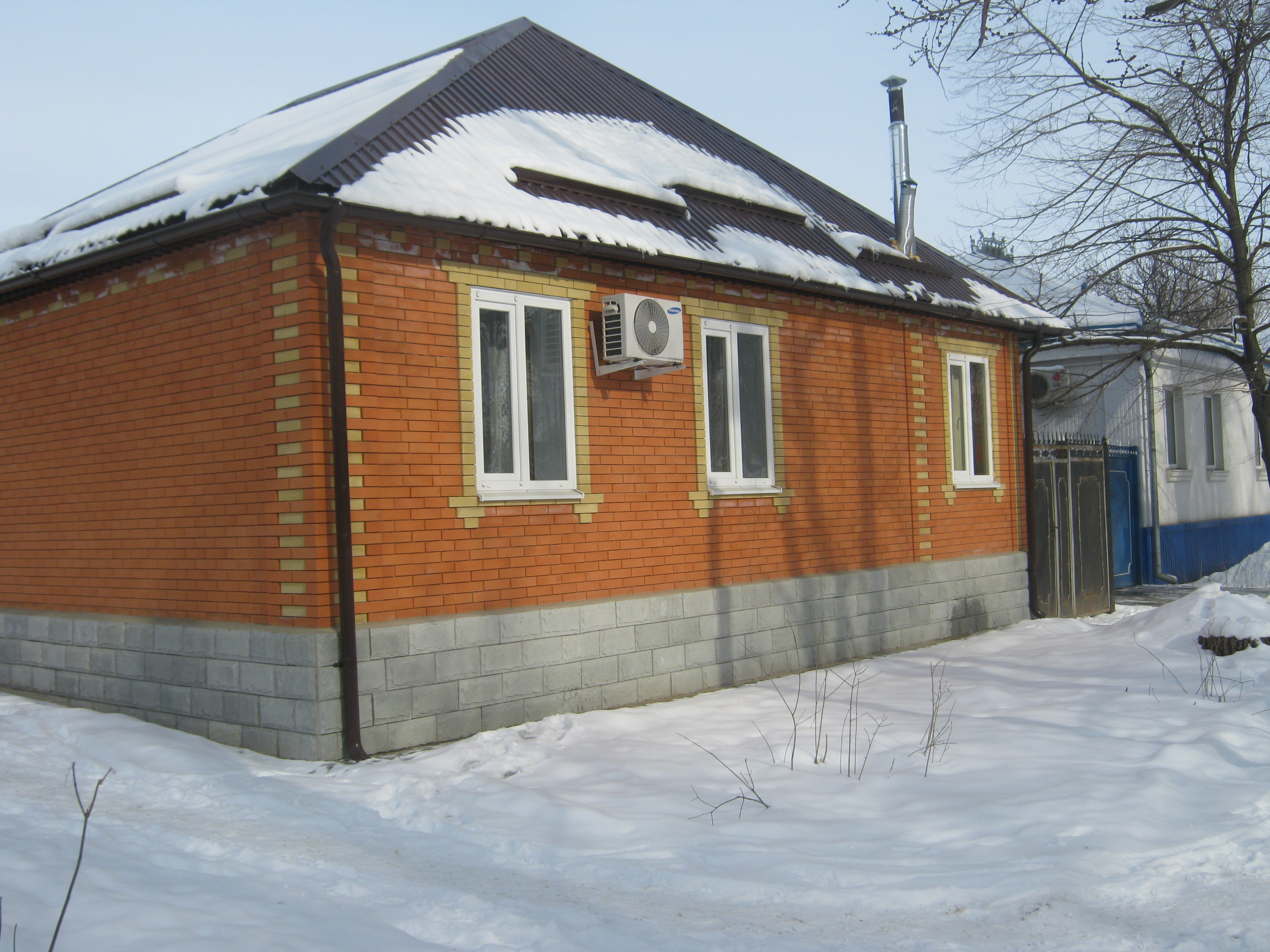
Дом в котором жил революционер Малыгин
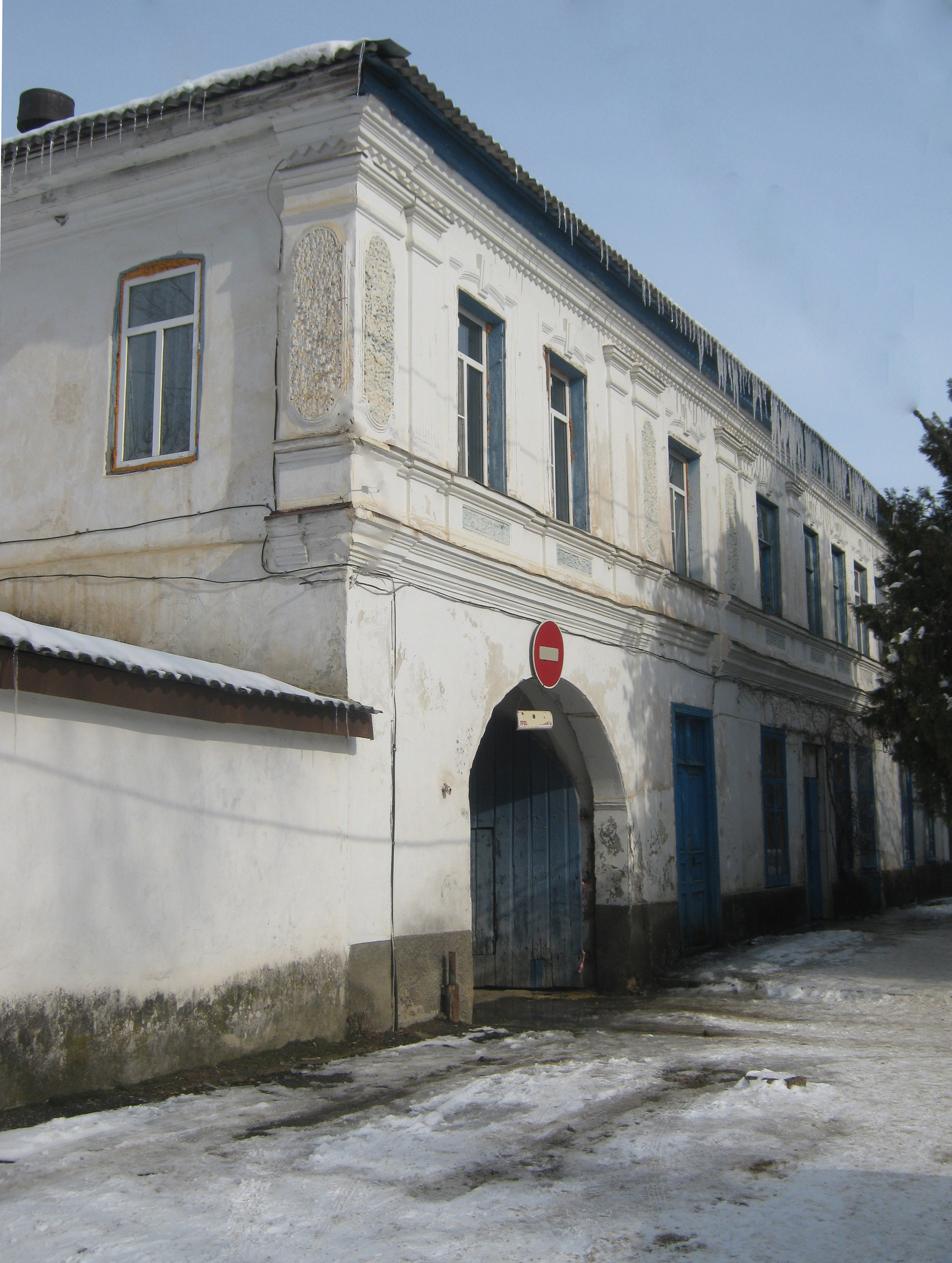
Бывший торговый дом Зиберова
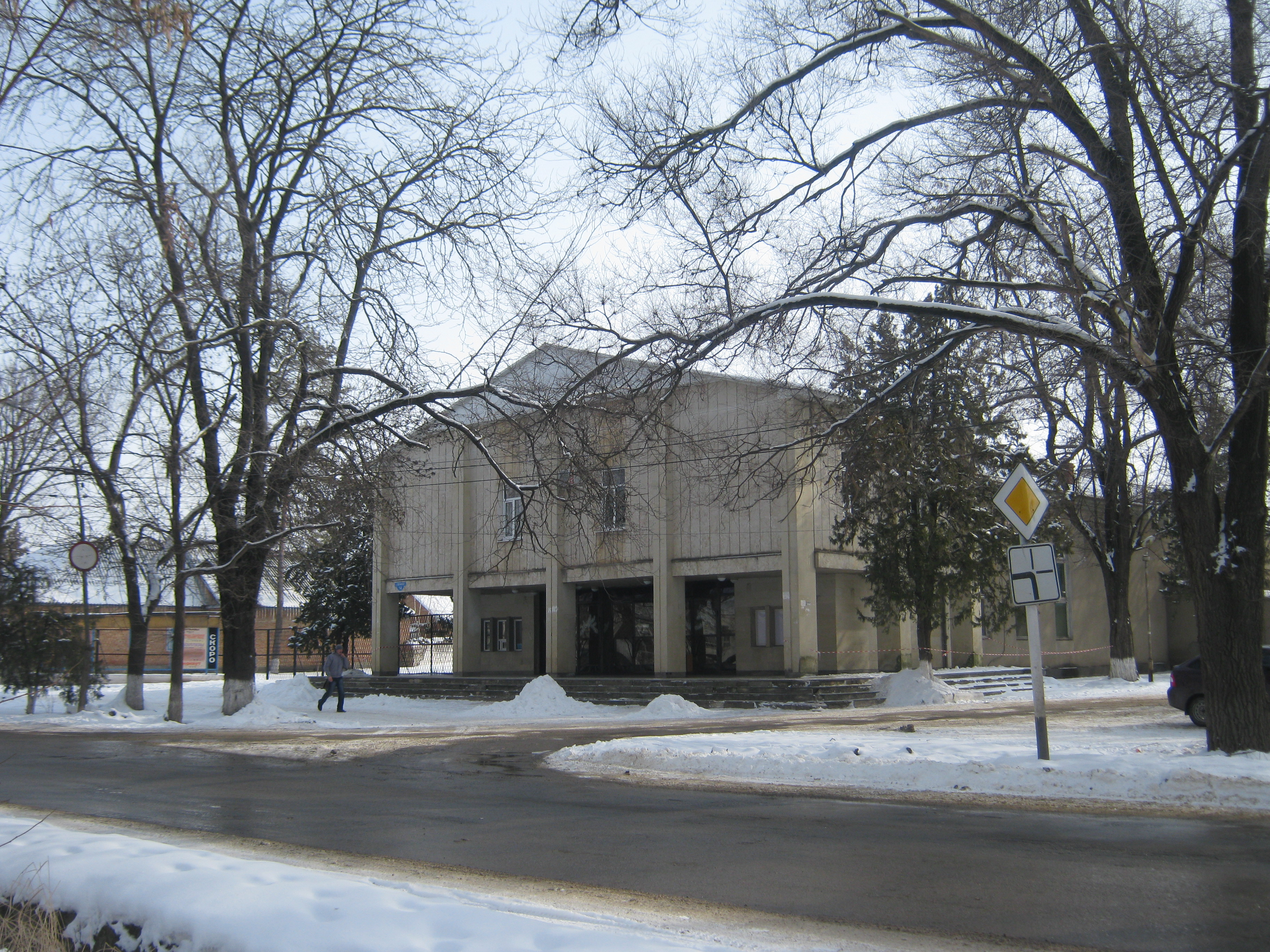
Кинотеатр "Дружба"